# معركة بغداد (932)
معركة بغداد (320 هـ / 932 م) هي معركة حدثت في يوم 28 شوَّال سنة 320 هـ / 1 نوفمبر 932 م، بين القائد العسكري المُتنفذ مؤنس الخادم المُلقَّب بالمُظفَّر، ضد الخليفة جعفر المقتدر بالله بهدف عزله أو قتاله لاستبداله بخليفة آخر. انتهت المعركة بانتصار جيش مُؤنس ومقتل الخليفة المُقتدر، وأتبعها قيام مُؤنس بتتويج محمد القاهر بالله للخلافة بعد أخيه المُقتدر.

## خلفية
شكَّل الجيش العبَّاسي أداة ضغطٍ ونُفوذ لا يمكن تجاهله في إضعاف الخلافة العبَّاسيَّة والتي بدأت مع نهاية عهد جعفر المتوكل على الله، وانتهت في السَّنوات الأخيرة من عهد أحمد المعتمد على الله، والتي عرفت بفوضى سامرَّاء. ومنذ ذلك الحين، تضاءل دور قادة الجيش منذ أواخر عهد الخليفة المُعتمد، غير أنهم سرعان ما استعادوا مكانهم البارز من جديد بعد وفاة أحمد المُعتضد بالله، والتي تمثلت بشخصيَّة بدر بن خير، والذي عرف باسم بدر المُعتضدي، صاحب نفوذ كبير بعد وفاة المُعتضد، وقد واجهه الخليفة عليُّ المُكتفي بالله وتخلَّص منه قائلًا: «الآن ذقت طعم الحياة ولذة الخلافة». صعد نجم القائد مؤنس الخادم (وهو غُلام روميُّ الأصل)، في عهد الخليفة المُكتفي، وأصبح واحدًا من الرجال القلائل المُعتمد عليهم، وكان أحد الذين أرادوا تنصيب الخليفة المُقتدر بالله. وحينما حدث الإنقلاب الأوَّل بقيادة ابن المُعتز، كان مُؤنس الخادم ومُؤنس الخازن وغريب الخال والحاشية من الأقليَّة التي دعمت المُقتدر وساندته. وبعد فشل الإنقلاب، كسب مؤنس الخادم محبةً لدى المُقتدر، والذي ولَّاه قيادة الجيش في سنة 298 هـ / 910 م وفاءً لدوره وصنيعه. كما عُرف مُؤنس بلقب المُظفَّر منذ سنة 309 هـ / 921 م، وظهرت براعته بجهوده العسكريَّة المُوفَّقة على مختلف الجبهات، فمن مُحاربة الفاطميين في ولاية مصر، إلى مُجاهدة الرُّوم، ومُقاتلة القرامطة، ما أكسبه خبرة وتقرُّبًا للجند، حيث أصبحوا يُفضلون الخدمة تحت إمرته لتزيد أرزاقهم، وكان تحت قيادته 112 قائد على أقل تقدير، فتمتَّع بمنزلة القائد الأعلى للجيش العبَّاسي. حصل المُظفَّر على مكانة عظيمة في الدَّولة، جعلته مع مرور الوقت، يطغى على شخصية الخليفة المُقتدر، والذي بدأ الأخير يتململ من نفوذه وهيمنته ومُشاركته في تعيين الوزراء وعزلهم، فبدأ في محاولة التخلُّص منه مع مرور الوقت، الأمر الذي أدى للاصطدام معه لاحقًا.

### الاصطدام الأوَّل مع مُؤنس المُظفَّر
كان الخليفة المُقتدر قد ناهز الثَّلاثين من عمره في سنة 311 هـ / 923 م، وأراد تبعًا لذلك أن يُمارس صلاحيَّاته كخليفة فعلي في البلاد، غير أن هذه المُهمة كانت صعبة للغاية بحلول ذلك الوقت، ولذلك لجأ المُقتدر في سنة 315 هـ / 927 م إلى إعمال الحيلة للتخلُّص من مُؤنس، حيث أمر بحفر جُبَّة في دار الشجرة حينما يُودع مُؤنس قبل الخروج ومُجاهدة الرُّوم، غير أن الخطة انكشفت في الوقت المناسب من قبل أحد خُدام المُقتدر، إلا أن المُقتدر حلف له على صفاء نيته، وودعه قبل سفره مع الجيش في 10 ربيع الآخر 315 هـ / 15 يونيو 927 م. بدأت المشكلة تتفجَّر بين الطرفين بعد حدوث مشكلة بين نازوك (أحد المُوالين لمُؤنس المُظفَّر) وبين هارون بن غريب بن الخال والمعرُوف بابن الخال (ابن خال الخليفة المُقتدر) في بغداد، ومع أن المُقتدر أخبر نازوك بأنه وابن الخال عزيزان عليه ولن يتدخل، إلا أنهم اقتتلوا لاحقًا وسقط العديد منهم قتلى، فأرسل المُقتدر إليهما ينكر اقتتالهما، فتوقفا وسكنت المشكلة، فشعر نازوك بتغيُّر الخليفة عليه، وبدأت الإشاعات في بغداد تحوم حول ترقي ابن الخال لمرتبة أمير الأمراء بدلًا من مُؤنس المُظفَّر، فعظم ذلك عند أصحاب الأخير، وكتبوا إليه وكان حينئذ مُقيمًا بالرَّقَّة، فجاء مُسرعًا ونزل في الشمَّاسيَّة في شمال العاصمة بغداد، ومع أن أبُو العبَّاس بن المُقتدر توجه إليه مع الوزير ابن مقلة قد أبلغاه سلام المُقتدر واستيحاشه له، إلا أن الثقة باتت شبه معدومة بين الطرفين، وازداد مُؤنس نفورًا من الخليفة بعد أن علم بندامة ابن الخال للمُقتدر، وبقيت الأحوال على هذه الأوضاع حتى انقضاء السنة.

### خلع المُقتدر للمرة الثَّانية
علم الخليفة جعفر المُقتدر أن الأوضاع بينه وبين مُؤنس المُظفَّر المُقيم في الشَّمَّاسيَّة، قد وصلت إلى نهاية مسدودة، وأن الاصطدام العسكري بات وشيكًا بينهما، فجمع الخليفة كُلًا من يشعر بموالاته له، مثل ابن الخال، وأحمد بن كَيْغَلَغ وفرق الغُلمان الحجريَّة والرجالة المصافيَّة وغيرهم، وذهب لمُلاقاة جيش المُظفَّر في أوائل مُحرَّم سنة 317 هـ / أواخر فبراير 929 م، إلا أنه بحلول آخر النهار من ذلك اليوم، انفضَّت مُعظم هذه القُوات عن الخليفة المُقتدر وانضمَّت إلى مُؤنس. ثم كتب الأخير إلى المُقتدر رقعة يذكر فيها أن الجيش عاتبٌ ومستنكر للسرف من قبل الخدم والحُرَم من الأموال والضياع، ولدخولهم في الرأي وتدبير شؤون البلاد، وطالبه "باسم هذه القوات" بإخراج ابن الخال من دار الخلافة. لم يجد المُقتدر إلا القبول لمطالب مُؤنس بعد الخيانات الكبيرة التي تعرَّض لها، فذكَّرهم بيعته في أعناقهم مرة بعد أخرى، وخوَّفهم عاقبة النكث، كما أمر ابن الخال بالخروج من بغداد، ومنحه ولاية الثُّغور الشَّاميَّة والجزريَّة، فخرج ابن الخال في 9 مُحرَّم / 23 فبراير، كما ذكَّر مُؤنس بإحسانه إليه وإلى الجيش، وحذرهم من الكُفر بإحسانه، والسعي في الشر والفتنة، خوفًا من حدوث تكرار لقصة فوضى سامراء.
وأمام هذه التنازلات المُقتدريَّة بهدف تحقيق الأمان له ولذويه، دخل مُؤنس المُظفَّر وابن حمدان ونازوك ومعهم الجيش المُوالي له إلى بغداد، وتخوُّف أهالي المدينة من دخولهم، وبدأت الإشاعات تتحدث عن نية مُؤنس ومن معه بخلع الخليفة وتولية غيره، وبحلول 15 مُحرَّم / 1 مارس، دخل مُؤنس ومن معه دار الخليفة، بعد أن هرب المُظفَّر بن ياقوت، وسائر الحُجَّاب والخدم. ولم يكن في الدار سوى الخليفة المُقتدر. استهل مُؤنس حضوره بأن أمر بخلع المُقتدر، و أُحضر أخوه، مُحمَّد بن المُعتضد، فبايعه الحاضرون، ولقَّبوه القاهر بالله، وشهد بخلعه القاضي أبُو عمر على كراهية، وكان أنصار مُؤنس حاضرين، ومنهم ابن حمدان، الذي التفت إلى المُقتدر وقال له بلُطف: «يا سيدي يعزُّ علي أن أراك على هذه الحال، وقد كنت أخافها عليك، وأحذرها، وأنصح لك، وأحذرك عاقبة القُبول من الخدم، والنساء، فتؤثر أقوالهم على قولي، وكأني كنت أرى هذا، وبعد، فنحن عبيدك وخدمك»، فدمعت عينا ابن حمدان وعينا المُقتدر، وأودعوا كتاب الخلع عند القاضي أبُو عمر، فكتمه ولم يُظهر عليه أحدًا، والذي تولى لاحقًا قاضي القُضاة بعد أن عاد المُقتدر للخلافة للمرة الأخيرة. بعد أن استقرَّت الأمور للخليفة القاهر بالله شكليًا، أخرج مُؤنس عليُّ بن عيسى بن الجرَّاح من السجن، وثبَّت ابن مقلة في الوزارة، وأضاف إلى نازوك تولي حجابة الخليفة، وكتب إلى ولايات الخلافة بذلك، فاستحكم المُظفَّر بجميع أركان الحُكم، ونُهبت دار الخليفة، كما تم قلع خيام الرجالة المصافيَّة من دار الخليفة، وأمر نازوك رجاله وأصحابه أن يقيموا مكانهم، فعظم ذلك عليهم، كما أجرى سياسات مُشدَّدة للدخول إلى دار الخليفة، فاضطربت الحجبة من ذلك.

### عودة المُقتدر للخلافة واحتواء انقلاب مُؤنس

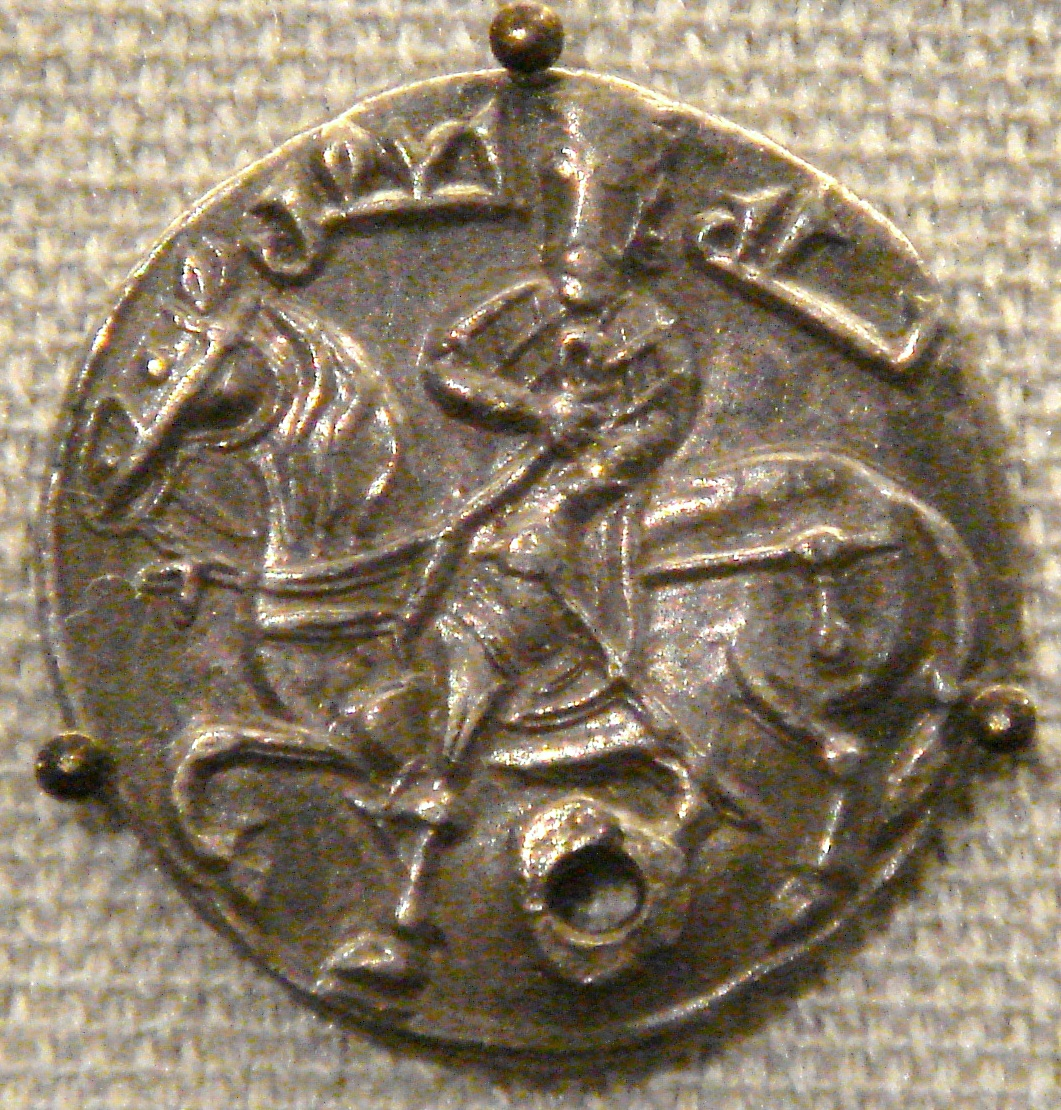
درهمٌ فضيٌ صُك للخليفة جعفر المُقتدر بالله، ونقش فوق صورة الفارس (لله جعفر).

في يوم الإثنين، 17 مُحرَّم سنة 317 هـ / 3 مارس 929 م، امتلأت الممرات والمراحات وشاطئ دجلة من أهالي بغداد، كما حضرت القُوات المصافيَّة والمطرودة من قبل الحاجب نازوك المُوالي لمُؤنس، مُطالبين بحق البيعة ورزق سنة من الخليفة الجديد، ولم يكن مُؤنس المُظفَّر حاضرًا آنذاك، فارتفعت الأصوات وصاح الناس، وخشي نازوك حدوث اقتتال بينهم وبين جنوده قتال، وكان الأخير مخمورًا قد شرب طوال ليلته، فأمر أصحابه أن لا يعرضوا لهم، فزاد شغب المصافيَّة وشكوا إليه حالهم، فلما رآهم وبيدهم السُّيوف، خافهم على نفسه فهرب، فطمعوا فيه وتتبعوه وقتلوه وصاحوا: «يا مُقتدر يا منصُور!»، وحين سمع بذلك الخليفة محمد القاهر بالله، هرب كل من كان في دار الخلافة، بدءًا من الوزير والحُجَّاب حتى سائر الطبقات، وصُلب نازوك وغلامه عجيبًا، فخاف القاهر على نفسه، ولاذ بالفرار مع أبُو الهيجاء بن حمدان.
وبعدما رأى المصافيَّة تضعضع وتشرذم القاهر ومن معه، سُرعان ما استكملوا هجومهم وتوجهوا نحو دار مُؤنس المُظفَّر مُطالبين بالمُقتدر المسجون لديه، وخرج إليهم مُؤنس وسمع صياحهم، فسألهم عن مطالبهم، فأجابوه بأنهم يريدون المُقتدر، فأمر بتسليمه إليهم، فلما قيل للمُقتدر ذلك، خاف أن تكون حيلةً عليه، فامتنع، إلا أن الرجالة المصافيَّة حملوه على رقابهم حتى أدخلوه دار الخلافة، فسأل عن أخيه القاهر وجيء به، فاستدناه وأجلسه عنده وقبل جبينه، وقال المُقتدر: «يا أخي قد علمتُ أنه لا ذنب لك، وأنك قُهرت، ولو لقَّبوك بالمقهور لكان أولى من القاهر»، والقاهر يبكي ويطلب منه الرَّحمة، فرد المُقتدر: «وحق رسُول الله لا جرى عليك سوءٌ مني أبدًا، ولا وصل أحدٌ إلى مكروهك وأنا حي!»، كما جيء برأس نازوك ورأس أبي الهيجاء بن حمدان، وشُهرا في بغداد ونادى المُنادي: «هذا جزاء من عصى مولاه». استهلَّ الخليفة المُقتدر استئناف خلافته بأن ثبَّت ابن مقلة على الوزارة، وكتب إلى ولايات الخلافة بما تجدد، كما أطلق للجند أرزاقهم وزادهم، وباع ما في الخزائن لديه من الأمتعة والجواهر، وأذن في بيع الأملاك من الناس. لم يكُن في هذه الأثناء مُؤنسًا راضيًا عما جرى، فقد وافق الجماعة مغلوبًا على رأيه، ولم يمكنه فعل شيء، كما أمَّنه المُقتدر لأنه لم يتشبَّث بمُعارضته آنذاك، كما حافظ على أمن أهالي الخليفة وخدمه.

### الاصطدام الأخير بين المُقتدر ومُؤنس

خريطة تبين المسافة بين الموصل وسامراء وبغداد، والتي كانت عرضة للاقتتالات بسبب تمرُّد مُؤنس المُظفَّر على الخليفة المُقتدر بالله.

لم تطب الأمور بين الخليفة المُقتدر بالله ومُؤنس المُظفَّر بعد خلعه في المرة الأولى، ومع أنه أجرى مجموعة تعيينات بناءً على رغبة مُؤنس، إلا أنه حاول تدعيم موقفه ضد مُؤنس وأصحابه بإيجاد حليف جديد له، تمثل ذلك بشخص مُحمَّد بن ياقوت. فشل الخليفة في اقتلاع شوكة المُظفَّر كليًا، وفضَّل إبقاء الأمور بتوازن معه قدر الإمكان، إلا أن العلاقة بين الطرفين كانت تتفاقم من جديد، وكانت هذه المرة سببها الوزير الحسين بن القاسم، والذي كان على علاقة سيئة جدًا مع مُؤنس، فطلب الأخير من الخليفة عزل الوزير ومصادرة أملاكه، فأجاب المُقتدر إلى عزله كما أمره بلزوم بيته، إلا أنه لم يُصادر أملاكه، فلم يُرضي مُؤنس بذلك. لم يسكت الوزير الحُسين عن مُحاولات مُؤنس لإقالته، وأخبر الخليفة أن مُؤنسًا يريد أخذ ابنه أبي العبَّاس نحو الشَّام وأخذ البيعة له، كما كتب الوزير ابن القاسم إلى ابن الخال بالقدوم من عند مرداويج الزياري، وأرسل نفس الطلب إلى مُحمَّد بن ياقوت (والذي يُعتبر الرجُل الثاني بعد مُؤنس وكان بينهما مُنافسة)، في مسعى واضح لجلب أكبر عدد من المُعارضين لنُفوذ مُؤنس المُظفَّر، والذي استشعر حجم المُؤامرة عليه. لم يصمت مُؤنس أمام هذه التحرُّكات، وقرر التحرُّك نحو الموصل في مُحرَّم سنة 320 هـ / فبراير 932 م، وادعى أمام بنو حمدان أن الخليفة ولَّاه الموصل وديار ربيعة، إلا أن الوزير الحُسين بن القاسم كان أسرع خطى منه، وكتب إلى الحمدانيين يأمرهم بمُحاربة مُؤنس وصده عن دخول الموصل. كان لدى المُظفَّر ثمانمائة فارس حينما اقترب من الموصل، بينما شكَّل الحمدانيين جيشًا من ثلاثين ألفًا حسب بعض المُؤرخين، إلا أن المُظفَّر تمكن من الانتصار عليهم ودخل الموصل في 3 صفر 320 هـ / 15 فبراير 932 م، واستولى على أموال بني حمدان وديارهم، فخرج إليه كثير من عساكر بغداد، والشَّام، ومصر لإعجابهم بانتصاراته المُتكررة، ولإحسانه إليهم، وبقي مُؤنس وأنصاره في الموصل تسعة شهور، حتى قرر الإنطلاق بالجيش نحو بغداد لعزل الخليفة المُقتدر بالله أو قتاله.

## المعركة

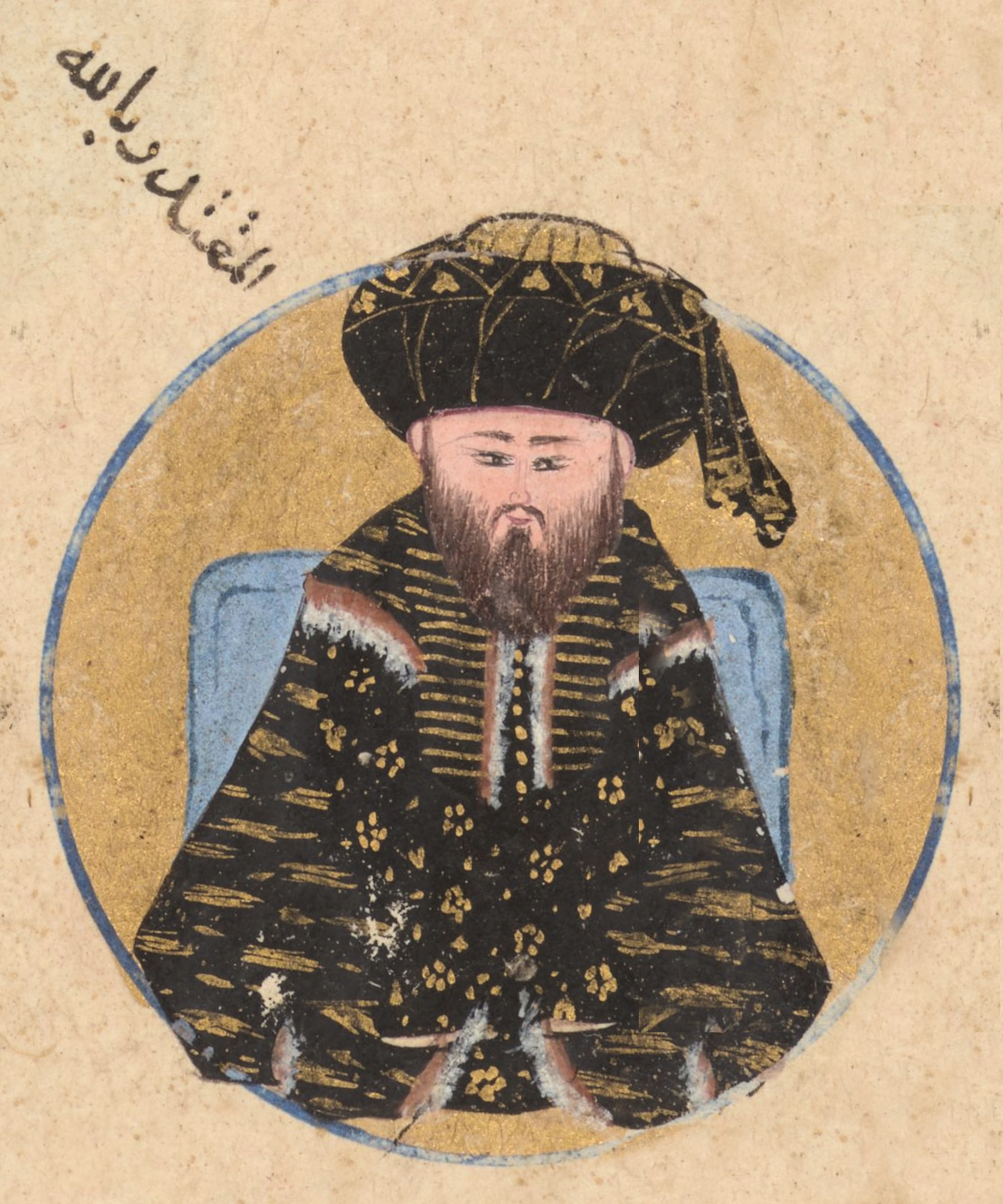
الخليفة جعفر المُقتدر بالله، كما ظهر في مخطوطة فارسيَّة عام 1598 م.

بعد اجتماع العديد من الجُند حول مُؤنس في الموصل، طلبوا منه السير إلى الخليفة لينصفهم ويجري أرزاقهم وإن رفض المُقتدر مجاراتهم يُقاتلوه، فتحرَّك مُؤنس على رأس الجيش نحو بغداد في شوَّال 320 هـ / أكتوبر 932 م بعد تسعة شهورٍ من الإقامة فيها، فلما بلغ خبره جند العاصمة بغداد، شغبوا وطلبوا أرزاقهم، ففرَّق الخليفة فيهم أموالًا كثيرة إلا أنه لم يُشبع احتياجاتهم. ومن ضمن التحرُّكات المُقتدريَّة، وجَّه أبُو العلاء سعيد بن حمدان التَّغلُبي على رأس خيلٍ كثيرة نحو سُرَّ من رأى، كما توجَّه أبُو بكر مُحمَّد بن ياقوت على رأس ألفي فارس، ومعه الغُلمان الحجريَّة إلى منطقة المعشوق. وصلت طلائع جيش مُؤنس إلى تكريت فحصل اضطراب لدى قوات ابن ياقوت، فتسللوا من المعسكر وهربوا نحو بغداد، ما جعل ابن ياقوت يتوجه نحو عكبرا، كما لم يصطدم جيش ابن حمدان معه، لينزل مُؤنس وجيشه في الشَّمَّاسيَّة شمال بغداد، وحاول المُقتدر مع ابن خاله، هارون بن غريب للخروج فلم يفعل وقال له:«أخاف من عسكري، فإن بعضهم أصحاب مُؤنس، وبعضهم قد انهزم أمس من مرداويج، فأخاف أن يسلموني وينهزموا عني». أرسل المُقتدر إلى وزيره يطلب استشارته، فأشار عليه بتفريق الأموال منه ومن مُمتلكات والدته السَّيدة شغب ليرضي الجُند، إلا أنه قال: «لم يبق لي ولا لوالدتي جهة شيء». حاول المُقتدر الذهاب إلى واسط ومُكاتبة العساكر المُتواجدين في البصرة، والأهواز، وفارس وغيرها وأن يترك بغداد مُؤقتًا لمُؤنس حتى يقوى أمره مع جيشٍ كبير، إلا أن مُحمَّد بن ياقوت رده عن ذلك بفكرة غير حكيمة، حيث شجَّعه على لقاء مُؤنس، وأنهم متى ما رآه جيش مُؤنس عادوا جميعهم إليه، فقبل قوله وهو كارهٌ غير مُطمئن.

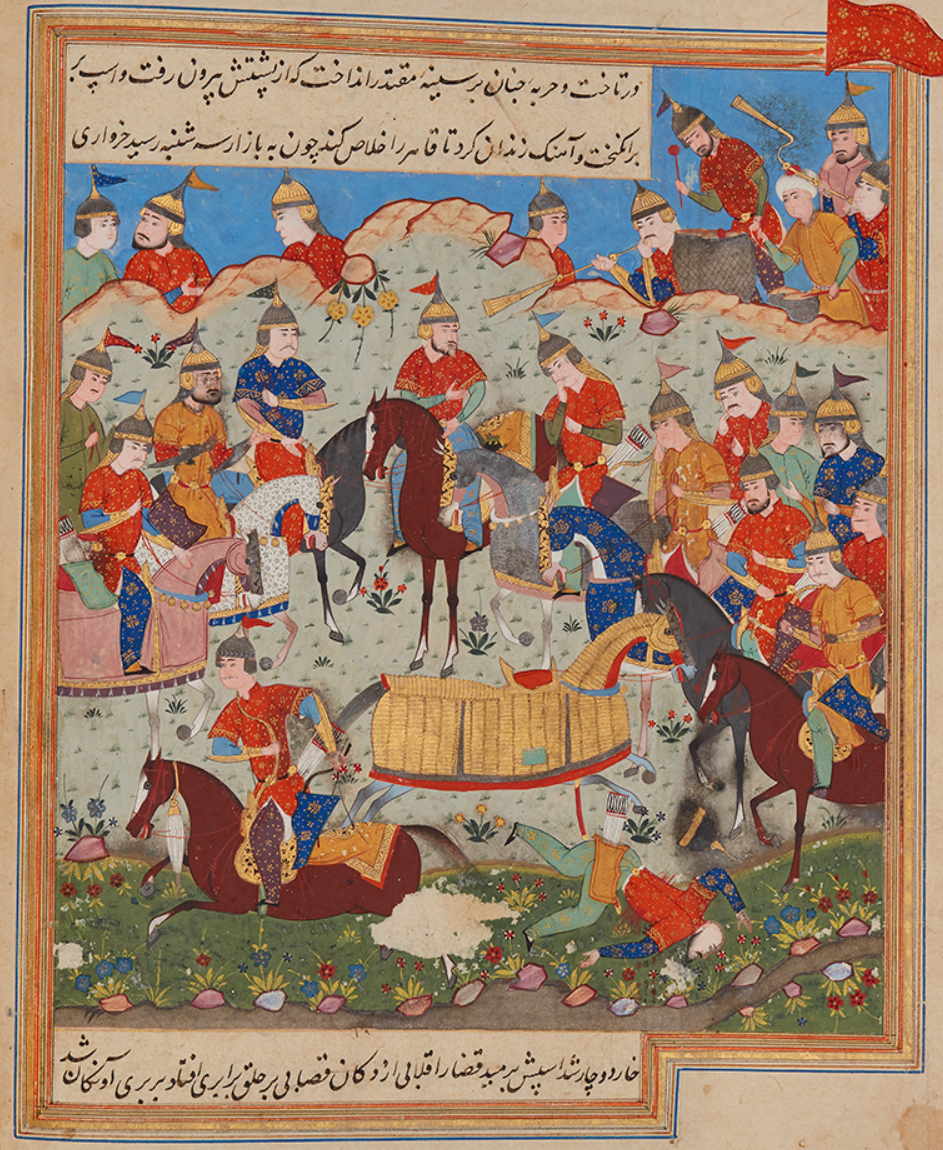
مخطوطة فارسيَّة تُمثل مقتل الخليفة جعفر المُقتدر بالله على يد الجُند.

خرج الخليفة جعفر المُقتدر بالله على رأس بعض الجند، ومعه الفُقهاء والقُرَّاء ومعهم المصاحف مشهورة، وعليه البردة النبويَّة، فوقف على خيله في تل عالٍ بعيد عن المعركة، وبدأ من معه يشيرون عليه بالتقدُّم وهو لا يريد ذلك، فألحوا عليه، وكان قد رغَّب من معه بأن وعدهم قائلًا من جاؤه بأسير فله عشرة دنانير، ومن جاء برأس فله خمسة دنانير، فلما تقدم المُقتدر بمن معه التحم الجمعان فانهزمت كتائب المُقتدر سريعًا وهرب أكثرهم عنه، وجاء رجُل يدعى عليُّ بن بُليق، وقيل عليُّ بن يلبق، وهو من أصحاب مُؤنس، فترجَّل من حصانه وقبَّل الأرض وقال للخليفة: «إلى أين تمضي؟ ارجع، فلعن الله من أشار عليك بالحُضور!»، فلم يعرف المُقتدر ما يفعل في هذا الموقف، وأراد الرُّجوع إلا أن أنصار مُؤنس أحاطوا بالمُقتدر، وكانوا من المغاربة والبربر، فتركه ابن بُليق وسار عنه، وشهر الجُند سيوفهم بهدف قتل المُقتدر، فقال لهم: «ويحكم أنا الخليفة!»، فقال بعضهم: «قد عرفناك يا سِفلة، أنت خليفة إبليس، تبذل في كل رأس خمسة دنانير، وفي كل أسير عشرة دنانير!» فبادره أحدهم بطعنة سيف على كتفيه فسقط إلى الأرض، واقترب آخرون وقتلوه وحزُّوا رأسه، ثم رفعوا رأسه على خشبة وهم يُكبرون ويلعنونه، وأخذوا جميع ما لديه، وتُرك جسده مُضرجًا بالدماء على الأرض، إلى أن مر به رجل من الأكرة، فستره وقرر حفر موضع له وعُفي قبره. ويُروى أن البربري الذي قتله، فقد صاح الناس عليه، وفي أثناء سيره تعرَّض لوعكة، ثم اجتمع عليه الناس وأحرقوه بالحمل الشوك.
كان مُؤنس في الرَّاشديَّة لم يشهد المعركة، فلما حُمل رأس المُقتدر إليه، بكى مُؤنس ولطم وجهه ورأسه وصاح بهم: «يا مُفسدون! ما هكذا أوصيتكم .. قتلتموه! وكان هذا آخر أمره .. والله لنُقتلنَّ كُلنا، وأقل ما في الأمر أنكم تظهرون أنكم قتلتموه خطأ»، وأرسل فورًا رجالًا لحماية دار الخليفة من النَّهب، وقد وجد أن عبد الواحد بن المُقتدر، وهارون بن غريب، ومُحمَّد بن ياقوت ومُحمَّد بن رائق قد لاذوا بالفرار نحو المدائن، وينتقد العالم والمُؤرخ ابن الأثير الجزري ما قام به مُؤنس وجنده في تحركاتهم وتمرُّدهم ضد منصب الخلافة وما فعله ضد الخليفة المُقتدر قائلًا: «وكان ما فعله مُؤنس سببًا لجرأة أصحاب الأطراف على الخُلفاء، وطمَّعهم فيما لم يكن يخطر لهم على بال، وانخرقت الهيبة وضعف أمر الخلافة حتى صار الأمر إلى ما نحكيه».

## ما بعد المعركة

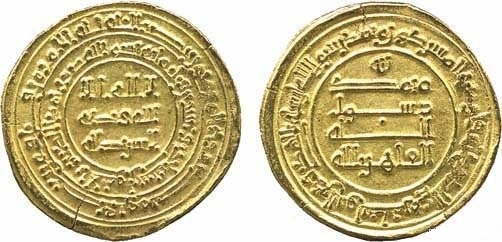
دينارٌ ذهبيٌ عبَّاسي صُك في عهد الخليفة مُحمَّد القاهر بالله، في سنة 321 هـ / 933 م.

بعد مقتل الخليفة جعفر المُقتدر بالله، عظم قتله على مُؤنس وشعر بالذَّنب، ورأى تنصيب ابنه أبُو العبَّاس مُحمَّد بن المُقتدر، وعرض وجهة نظره قائلًا: «فإنه تربيتي وهو صبيٌ عاقل، وفيه دينٌ وكرم ووفاء بما يقول، فإذا جلس في الخلافة سمحت نفس جدته والدة المُقتدر وإخوته وغُلمان أبيه ببذل الأموال، ولم ينتطح في قتل المُقتدر عنزان»، إلا أن أبُو يعقوب إسحاق بن إسماعيل النُّوبختي عارض ذلك وقال: «بعد الكد والتعب استرحنا من خليفة له أم وخالة وخدم يدبرونه، فنعود إلى تلك الحال؟! والله لا نرضى إلا برجلٍ كامل يُدبر نفسه ويدبرنا»، فوافقه الرأي مُؤنس بعد تردد، وذكر له أبُو منصُور مُحمَّد بن المُعتضد، المعرُوف باسم القاهر بالله فأجابه مُؤنس إلى ذلك،
يُعلق العالم والمُؤرخ ابن الأثير الجزري قائلًا على إرادة النُّوبختي: «وكان النُّوبختي في ذلك كالباحث عن حتفه بظلفه، فإن القاهر قتله». ولم يكن مصير مُؤنس أفضل من النُّوبختي، فقد تم إعدامه على يد القاهر بالله بعد سنة من مقتل المُقتدر، وتحديدًا في سنة 321 هـ / 933 م، وكان يبلغ من العمر 90 عامًا. يرى بعض المُؤرخين أنه وبسبب هذا التحرُّك من مُؤنس، انحلَّت مؤسسات الدَّولة أمام قوة وسطوة الجيش، فانخرقت هيبة الخلافة مما أطمع فيها القريب والبعيد، كما فقد الخليفة مع الزَّمن سلطاته السياسيَّة لأمراء الجيش، حتى مجيء بنو بويه الشيعة الفُرس وسيطروا على بغداد في فترة خلافة عبد الله المُستكفي بن عليُّ المُكتفي جُمادى الأولى سنة 334 هـ / ديسمبر 945 م، فأصبح الخليفة مجرد رمزٌ ديني دون سُلطة منذ ذلك الحين.

### فهرس المنشورات
1. ↑  سعيد (1979)، ص. 125.
2. 1 2  ذياب (2003)، ص. 108.
3. ↑  سعيد (1979)، ص. 126.
4. ↑  سعيد (1979)، ص. 127.
5. ↑  ذياب (2003)، ص. 110.
6. ↑  سعيد (1979)، ص. 131.
7. ↑  ابن الأثير (2005)، ص. 1151.
8. ↑  ابن الأثير (2005)، ص. 1156.
9. 1 2  ابن الأثير (2005)، ص. 1159.
10. 1 2  ابن الأثير (2005)، ص. 1160.
11. ↑  ابن الأثير (2005)، ص. 1160-1161.
12. ↑  ذياب (2003)، ص. 96.
13. ↑  ابن الأثير (2005)، ص. 1167.
14. ↑  الخضري (2003)، ص. 333.
15. ↑  القضاوه (2000)، ص. 36.
16. ↑  القضاوه (2000)، ص. 38.
17. 1 2 3 4 5 6  ابن الأثير (2005)، ص. 1169.
18. ↑  الخضري (2003)، ص. 333-334.
19. 1 2 3  ابن كثير (2004)، ص. 1705.
20. 1 2  الخضري (2003)، ص. 334.
21. ↑  ابن دحية (1946)، ص. 111.
22. ↑  السيوطي (2003)، ص. 304.
23. ↑  ابن خلدون (2000)، ج. 3، ص. 486.
24. ↑  خليفة (1931)، ص. 195.
25. ↑  الخضري (2003)، ص. 335.
26. ↑  ذياب (2003)، ص. 109.
27. ↑  الخضري (2003)، ص. 347-353.

### معلومات المنشورات كاملة
الكتب مرتبة حسب تاريخ النشر
- حسن خليفة (1931)، الدولة العباسية: قيامها وسقوطها (ط. 1)، القاهرة: المطبعة الحديثة، OCLC:4770488803، QID:Q106997581
- ابن دحية الكلبي (1946)، النبراس في تاريخ خلفاء بني العباس، مراجعة: عباس العزاوي، بغداد: وزارة المعارف العراقية، OCLC:61742988، QID:Q125662775
- ابن خلدون (2001)، تاريخ ابن خلدون، تحقيق: خليل شحادة، بيروت: دار الفكر للطباعة والنشر والتوزيع، OCLC:4771121968، QID:Q113632106
- محمد الخضري بك (2003). الدولة العباسية. مراجعة: نجوى عباس. القاهرة: مؤسسة المختار للنشر. ISBN:978-977-5283-97-9. OCLC:54844608. OL:31601253M. QID:Q123224571.
- جلال الدين السيوطي (2003)، تاريخ الخلفاء (ط. 1)، بيروت: دار ابن حزم، QID:Q123424538
- ابن كثير الدمشقي (2004)، البداية والنهاية، تحقيق: أبو صهيب الكرمي (ط. 1)، لبنان: بيت الأفكار الدولية، OCLC:1014077365، QID:Q123368203
- ابن الأثير الجزري (2005)، الكامل في التاريخ، مراجعة: أبو صهيب الكرمي، عَمَّان: بيت الأفكار الدولية، OCLC:122745941، QID:Q123225171

المقالات المحكمة
- حامد غنيم سعيد (1979). "الدولة العباسية ومراكز القوى في عهد المقتدر بالله 295 - 320 هـ". مجلة كلية العلوم الإجتماعية. الرياض: جامعة الإمام محمد بن سعود الإسلامية. ج. 3: 101–135. OCLC:4770229951. QID:Q125360509.
- منى ذياب (2003)، خلافة المقتدر بالله (295 هـ - 320 هـ) دراسة في النواحي السياسية والإدارية، إشراف: عبد العزيز الدوري، عَمَّان: الجامعة الأردنية، ص. 1–263، OCLC:9497771101، QID:Q125814302

أطاريح
- فراس حامد إبراهيم القضاه (2000)، الدولة العباسية في عهد الخليفة المقتدر بالله 295 هـ - 320 هـ، إشراف: عبد الباقي محمد أحمد كبير، أم درمان: جامعة أم درمان الإسلامية، ص. 1–252، OCLC:9497714926، QID:Q126077188